# Наполи
«На́поли» (итал. Società Sportiva Calcio Napoli, произношение [ˈnaːpoli]) — итальянский профессиональный футбольный клуб из Неаполя, основан в 1926 году. Выступает в Серии A. Цвета клуба — лазурно-белые. Домашний стадион — «Диего Армандо Марадона».
«Наполи» — четырёхкратный победитель чемпионата Италии (1986/87, 1989/90, 2022/23, 2024/25), шестикратный обладатель Кубка Италии. На европейской арене клуб имеет одно весомое достижение — победа в Кубке УЕФА 1988/89. «Наполи» является одним из сильнейших клубов Южной Италии и 4-й командой страны по количеству болельщиков.
Начиная с момента основания в 1926 году клуб несколько раз менял название. Изначально он назывался Associazione Calcio Napoli, в 1964 году команда была переименована в Società Sportiva Calcio Napoli и называлась так до 2004 года, когда «Наполи» постигло банкротство. Новый президент Аурелио Де Лаурентис возродил клуб под названием Napoli Soccer. В 2006 году он решил вернуть старое название — Società Sportiva Calcio Napoli.

## История

### Предшественники
Футбол в Неаполе зародился в 1904 году, когда английский моряк Уильям Потс, его компаньон Гектор Байон и неаполитанцы Амадео Сальси, Катерина и Конфорди основали Naples Foot-Ball & Cricket Club. Президентом клуба стал Амадео Сальси. Первый матч неаполитанцы сыграли с экипажем английского корабля «Арабик» и победили со счётом 3:2. В 1906 году из названия отпало слово «Cricket» и клуб стал называться просто Naples Foot-Ball Club.
Так как в ранних розыгрышах чемпионата Италии клубы с юга страны участия не принимали, «Наплес» продолжал играть с моряками заходивших в гавань судов или выступал в Кубке Вызова Липтона, где соревновались клубы Неаполя и Палермо. Дважды (в 1909-м и 1911-м годах) «Наплес» выигрывал финалы Кубка. К этому времени цвета формы неаполитанцев приобрели привычный вид — голубые майки и белые трусы.
В 1912 году один из основателей «Наплес» Гектор Байон решил основать свой клуб — «Интернационале». В тот же год «Интернационале», как и «Наплес», дебютировал в чемпионате Италии. Чемпионат, в то время, проходил по региональному принципу и клубам предстояло соперничество в зоне Кампании. Но развитию обеих команд помешала Первая мировая война, а вскоре после неё, в 1922 году, клубы объединились в один — «Интернационале-Наплес». Датой основания нынешнего «Наполи» считается 1 августа 1926 года, когда был создан Associazione Calcio Napoli.

### Associazione Calcio Napoli
Первый сезон под новым названием команда провалила — в своей группе чемпионата Италии «Наполи» занял последнее место, набрав лишь одно очко в 18-и матчах. Однако в следующих сезонах клуб заиграл успешнее. В те же годы в «Наполи» заблистал Аттила Саллустро — первая звезда неаполитанцев. Его 118 голов до сих пор являются рекордом клуба.
В эпоху Серии А «Наполи» вошёл под руководством известного английского тренера Уильяма Гарбатта, до этого трижды выигрывавшего чемпионат с «Дженоа». За 6 лет работы «Наполи» Гарбатт создал команду, способную бороться за место в верхней части турнирной таблицы. Дважды команда под его руководством занимала 3-е место. На первых ролях в «Наполи» тех годов были такие игроки как Салюстро, Михалик, Войяк и Бускалья. После ухода Гарбатта в 1935 году дела у клуба пошли хуже и в сезоне 1939/1940 «Наполи» не вылетел в Серию В только за счёт лучшей, чем у «Лигурии», разницы голов.
Вылета в Серию В клубу всё же избежать не удалось. Это случилось в сезоне 1941/1942. Вернуться в Серию А до начала Второй мировой войны «Наполи» не успел. В 1943 году клуб переехал со «Стадио Джорджио Аскарелли», на котором играл с 1930 по 1942 годы, разрушенного в результате бомбардировок на «Стадио Артуро Коланна». В 1950 году «Наполи» выиграл Серию В и заслужил право играть в высшем дивизионе. В 50-х команда выступала очень успешно, редко опускаясь ниже 10-го места и несколько раз поднимаясь на 4-ю строчку. В 1959 году клуб вновь переехал на новый стадион — «Сан-Паоло».
Первая половина 60-х годов ознаменовалось выигрышем первого серьёзного трофея «Наполи» — Кубка Италии 1961 года. Успехами в чемпионате клуб похвастать не мог — «Наполи» чередовал вылеты из Серии А с возвращениями в неё.

### Подъём
25 июня 1964 года клуб сменил название на Società Sportiva Calcio Napoli. У клуба началась светлая полоса. В 1965 году «Наполи» вернулся в Серию А, в 1966 победил в Кубке Альп. В чемпионате 3 сезона подряд клуб занимал высокие места (3-е, 4-е и 2-е соответственно), однако выиграть чемпионат у «Наполи» не получалось. В команде выступали популярные футболисты тех лет: Дино Дзофф, Жозе Алтафини, Омар Сивори. В полузащите выделялся неаполитанец Антонио Юлиано, до сих пор являющийся рекордсменом команды по числу проведённых матчей.
Удачные выступления «Наполи» продолжилось в начале 70-х годов. В сезонах 1970/1971 и 1973/1974 клуб занимал 3-е место. Также неаполитанцы принимали участие в первых розыгрышах Кубках УЕФА: в сезоне 1974/1975 «Наполи» дошёл до 3-го раунда, пройдя во 2-м раунде «Порту». В этом же сезоне команда заняла второе место в чемпионате, уступив только «Ювентусу». В составе «Наполи» не было звёзд, но присутствовали добротные игроки, такие как Тарчизио Бурньич, Лучано Кастеллини и Джузеппе Савольди.
После того как в 1976 году «Наполи» победил «Саутгемптон» в Англо-итальянском кубке Лиги и получил право выступать в Кубке обладателей кубков сезона 1976/1977. В главном европейском клубном соревновании «Наполи» дошёл до полуфинала, где уступил «Андерлехту». Вторая половина 70-х принесла команде второй Кубок Италии (1976 год). В чемпионате неаполитанцы занимали, как правило, места в первой шестёрке.
80-е начались для «Наполи» удачно — 3-е и 4-е место в первых 2-х сезонах, однако к 1984 году клуб уже стоял на грани вылета из Серии А.

### Эра Марадоны
В июне 1984 года президент «Наполи» Коррадо Ферлайно подписал знаменитого аргентинца Диего Марадону. «Барселона» получила за игрока 12 млн долларов и на тот момент эта сделка была рекордной. В дальнейшем состав команды продолжал меняться — пришли такие игроки, как Чиро Феррара, Сальваторе Баньи, Фернандо Де Наполи.
Результат пришёл быстро — в сезоне 1985/1986 «Наполи» поднялся на 3-ю строчку, а ещё через год выиграл своё первое «скудетто». Для неаполитанцев Марадона стал культурной и социальной иконой.
Следующий чемпионат Италии по футболу сезона 1987/1988 «Наполи» закончил на 2-м месте. В Кубке чемпионов итальянцы вылетели в первой же стадии. Однако уже в следующем году «Наполи» выиграл свой первый крупный европейский турнир — Кубок УЕФА. Два гола Кареки, а также мячи Феррары, Марадоны и Алемао принесли клубу победу над «Штутгартом».

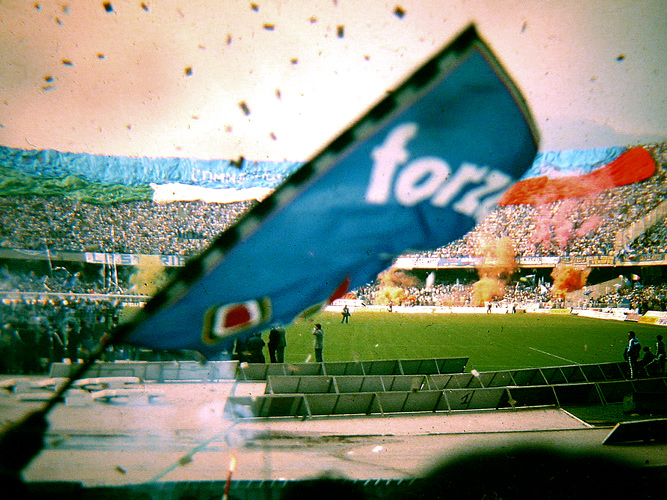
«Наполи» празднуют первое скудетто команды в мае 1987 года

После победы в Кубке УЕФА из «Наполи» ушёл тренер Оттавио Бьянки. Ему на смену пришёл Альбертино Бигон. При нём произошло обновление состава. Был приобретён Джанфранко Дзола, ставший позже знаменитым игроком. В «Наполи» этот нападающий отлично взаимодействовал с Марадоной. Руководимый Бигоном клуб сразу же выиграл своё второе чемпионское звание, опередив на 2 очка «Милан».
Конец эпохе побед «Наполи» положил чемпионат мира 1990. В полуфинале турнира, проходившем именно в Неаполе на стадионе «Сан-Паоло», встречались сборные Аргентины и Италии. Перед матчем Марадона призывал жителей юга Италии болеть за аргентинцев, заметив, что северяне и южане находятся в стране в неравноправном положении. Болельщики «Наполи» ответили баннером: «Диего, мы тебя любим, но мы итальянцы». «Сан-Паоло» был единственным итальянским стадионом, на котором не был освистан аргентинский гимн. Однако отношения Марадоны с болельщиками и руководством клуба ухудшились. Игра аргентинца, по сравнению с прошлыми сезонами, была не такой яркой, а сам он думал о переходе в другой клуб. Вскоре ситуация разрешилась неожиданным образом — допинг-тест Диего показал, что игрок употреблял кокаин. Марадона был дисквалифицирован на 15 месяцев. В «Наполи» аргентинец больше не играл. Также из клуба ушли президент Ферлайно, тренер Бигон и некоторые игроки.
В 1990 году «Наполи», разгромив «Ювентус» 5:1, выиграл Суперкубок — это последний трофей клуба в XX веке.

### Банкротство и возрождение
После ухода Марадоны «Наполи» перестал быть топ-командой и превратился в середняка. Клуб постепенно терял своих лучших игроков — Дзола и Фабио Каннаваро ушли в «Парму», Феррара — в «Ювентус», Фонсека — в «Рому». Несмотря на большие потери, в 1997 году «Наполи» дошёл до финала Кубка Италии, но уступил «Виченце». Постепенно дела у клуба ухудшались и итогом стала очень слабая игра в сезоне 1997/1998 — «Наполи» одержал только две победы, заняв последнее место и вылетев в Серию В. Через два года клуб вернулся в Серию А, но лишь на сезон.
Начало 21 века «Наполи» встретил в Серии В. В то же время финансовая ситуация в клубе ухудшалась, и к августу 2004 года долги составили 70 миллионов евро. «Наполи» был объявлен банкротом и прекратил своё существование. Сохранил футбол для Неаполя кинопродюсер Аурелио Де Лаурентис, возродивший клуб под названием Napoli Soccer. Новая команда была допущена к участию в Серии С1. С первого раза вернуться в Серию В у неё не получилась — в переходных матчах сильнее был «Авеллино».
Повышение в классе клуб заработал в следующем сезоне. Де Лаурентис выкупил права на историческое название клуба, эмблему и историю. В мае 2006 года команда была вновь переименована в Società Sportiva Calcio Napoli. Первый же сезон в Серии В «Наполи» завершил на 2-м месте, уступив только «Ювентусу». Это позволило неаполитанцам вернуться в Серию А. В элитном дивизионе клуб с ходу занял 8-е место и получил право играть в Кубке Интертото. Ярко проявили себя новички клуба — словак Марек Гамшик и аргентинец Эсекьель Лавесси, продавать которых Де Лаурентис отказался.

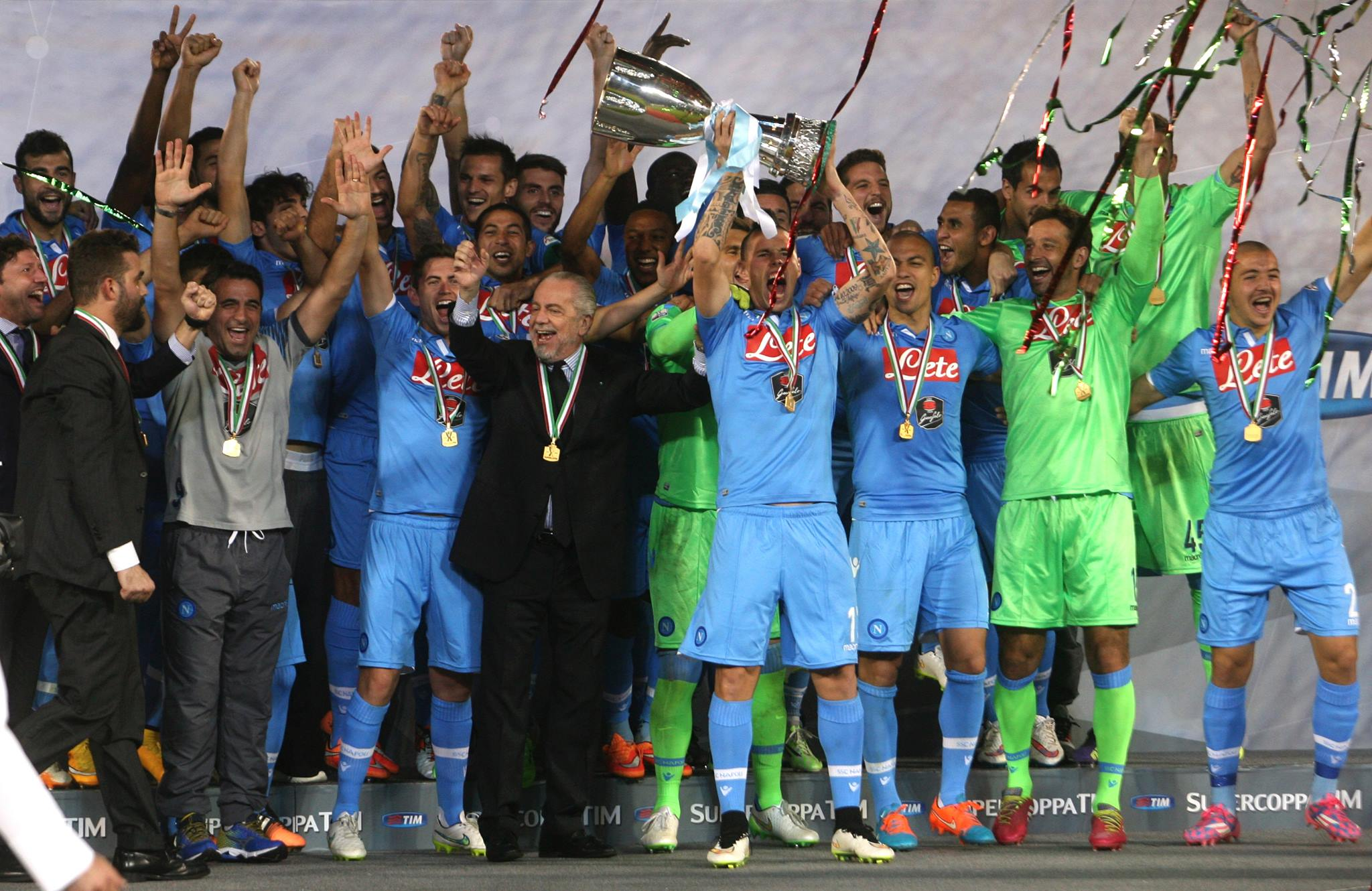
«Наполи» празднует победу в Суперкубке Италии, 2014 год

Став одним из победителей Кубка Интертото, «Наполи» попал в первый раунд Кубка УЕФА, но сразу же проиграл «Бенфике». В чемпионате Италии, несмотря на удачный старт, команда заняла лишь 12 место. Тренер Эдоардо Рейя был отправлен в отставку, на его место был назначен именитый специалист Роберто Донадони, однако в начале сезона 2009/2010 он покинул свой пост. После него во главе «Наполи» встал Вальтер Мадзарри (спортивным директором клуба стал Риккардо Бигон), и именно при нём клуб смог выиграть первый с 1990 года трофей — Кубок Италии в 2012 году, нанеся в финале поражение «Ювентусу», ставшее для него единственным в сезоне. Также под руководством Мадзарри неаполитанцы становились вице-чемпионами и дважды бронзовыми призёрами Серии А, пробивались в плей-офф Лиги чемпионов. Главной звездой команды в тот период был уругвайский нападающий Эдинсон Кавани. После этих успехов Мадзарри покинул клуб, уступив своё место испанскому специалисту Рафаэлю Бенитесу. При нём в команде появился аргентинец Гонсало Игуаин, пришедший на замену ушедшим в «Пари Сен-Жермен» Кавани и Лавесси.
В свой первый сезон во главе клуба Бенитесу удалось выиграть Кубок Италии, а летом подкрепить этот успех победой в национальном Суперкубке. Однако в Серии А «Наполи» выступал нестабильно и, несмотря на достаточно высокие места (3-е и 5-е), в реальной борьбе за чемпионство не участвовал. В результате этих финишей Наполи два раза участвовал в групповом этапе Лиги Европы. В сезоне 2014/15 неаполитанцы были близки к победе в Лиге Европы, однако в полуфинале турнира неожиданно уступили украинскому «Днепру». По окончании этого сезона Бенитес покинул «Наполи», его место занял Маурицио Сарри. После трёх сезонов во главе Наполи, каждый из которых команда смогла завершить в тройке, что позволяло ей попасть в Лигу чемпионов, Маурицио Сарри покинул футбольный клуб. Его место занял именитый Карло Анчелотти. Ему удалось привести Наполи ко второму месту. По окончании сезона 2018-19 команду покинул её капитан и рекордсмен по выступлениям за клуб Марек Гамшик, вместо него капитаном стал Лоренцо Инсинье. После неудачного старта в следующем сезоне, в результате чего Наполи оказался на 7 месте в чемпионате, набрав 21 очко, Карло Анчелотти покинул клуб. Его сменил бывший игрок и тренер «Милана» Дженнаро Гаттузо. По результатам сезона 2019/20 «Наполи» выиграл Кубок Италии, обыграв «Ювентус» в серии пенальти.
Перед сезоном 2021/22 главным тренером «Наполи» стал Лучано Спаллетти. В этом сезоне клуб финишировал на 3-м месте и вышел в Лигу чемпионов, а в следующем сезоне «Наполи» впервые за 33 года стал чемпионом Италии, кроме того, клуб впервые в истории вышел в четвертьфинал Лиги чемпионов, где уступил по сумме двух встреч «Милану» (0:1, 1:1). По окончании сезона Спаллетти покинул клуб.
Сезон 2023/24 оказался нестабильным для клуба: за сезон дважды сменился главный тренер (клуб возглавляли Руди Гарсия, Вальтер Мадзарри и Франческо Кальцона), по его итогам «Наполи» финишировал на 10-м месте в чемпионате и не попал в еврокубки.
Перед сезоном 2024/25 «Наполи» возглавил Антонио Конте. Под его руководством клуб выиграл чемпионат.

## Достижения

### Национальные
- Чемпионат Италии (Серия A)
  - Чемпион (4): 1986/87, 1989/90, 2022/23, 2024/25
  - Вице-чемпион (8): 1967/68, 1974/75, 1987/88, 1988/89, 2012/13, 2015/16, 2017/18, 2018/19

- Кубок Италии
  - Обладатель (6): 1961/62, 1975/76, 1986/87, 2011/12, 2013/14, 2019/20
  - Финалист (4): 1971/72, 1977/78, 1988/89, 1996/97
- Суперкубок Италии
  - Обладатель (2): 1990, 2014
- Серия Б
  - Чемпион: 1949/50
  - Вице-чемпион (4): 1961/62, 1964/65; 1999/2000, 2006/07
- Серия C1
  - Чемпион: 2005/06

### Международные
- Кубок УЕФА
  - Обладатель: 1988/89
- Кубок Интертото
  - Обладатель: 2008
- Кубок Альп:
  - Обладатель: 1966
- Англо-итальянский Кубок Лиги:
  - Обладатель: 1976

## Болельщики

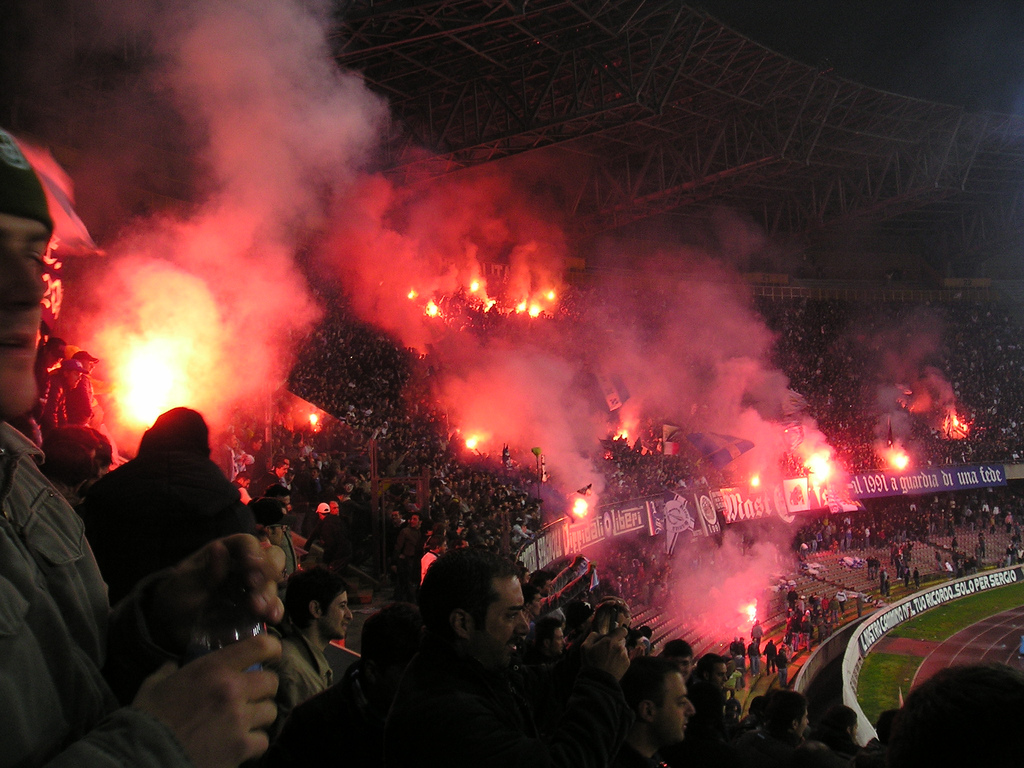
Ультрас «Наполи» на стадионе «Сан-Паоло»

«Наполи» занимает четвёртое место по популярности в Италии. Согласно исследованиям газеты La Repubblica 8 % итальянских болельщиков поддерживают эту команду. Также, по оценкам клуба, за него болеет около 5—6 миллионов болельщиков за пределами Италии.

### Соперники
| - «Бари» - «Кальяри» - «Лацио» - «Лечче» | - «Реджина» - «Рома» - «Верона» - «Сампдория» |

У «Наполи» несколько непримиримых соперников, важнейший из них — «Рома». Матчи между этими командами носят название «Солнечное дерби» (Derby del Sole). Наибольшего накала они достигали в 80-е годы. Важными соперниками считаются «Лацио» и «Эллас Верона», а также другие клубы из Кампании — «Салернитана» и «Авеллино». Три титулованных и популярных клуба с севера Италии — «Интернационале», «Ювентус» и «Милан» не считаются открытыми врагами неаполитанцев, но отношения между фанатами клубов плохие. Однако с 2010-х отношения с «Ювентусом» резко обострились из-за напряжённого соперничества за скудетто и кубок страны, а также скандального трансфера Гонсало Игуаина в 2016 году (ставшего на тот момент рекордным для Серии А) и переход бывшего тренера неаполитанцев Маурицио Сарри в туринский клуб в 2019 году.

### Друзья
| - «Анкона» - «Герта» - «Дженоа» - «Кавезе» - «Катания» | - «Локомотив (Пловдив)» - «Мессина» - «Палермо» - «Реал Мадрид» |

Ультрас «Наполи» имеют традиционно хорошие отношения с болельщиками «Дженоа». Корни этих отношений уходят в 1982 год, когда в матче последнего тура чемпионата Италии эти команды сыграли вничью — 2-2, что позволило «Дженоа» спастись от вылета в Серию В. Также фаны «Наполи» дружески относятся к болельщикам команд юга Италии: «Анконы», «Палермо», «Катании», «Мессины». Кроме того поддерживаются дружественные отношения с фанатами клубов: «Локомотив (Пловдив)», «Боруссия (Дортмунд)», «Пари Сен-Жермен», «Селтик», «Эвертон».

## Цвета, прозвища, эмблемы
Так как Неаполь является прибрежным городом, в цветах «Наполи» всегда присутствовал голубой — цвет воды Неаполитанского залива. Во времена «Наплеса» форма представляла собой чередующиеся вертикальные полоски голубого и тёмно-синего цвета. Вскоре клуб сменил полосатую форму на привычную голубую, после чего за клубом закрепилось прозвище «azzurri» (с итал. — «голубые»). С тех пор форма команды значительных изменений не претерпела.
Другое широко известное прозвище «Наполи» — «I ciucciarelli» (с итал. — «маленькие ослы»). Прозвище зародилось после провального сезона 1926/1927. На гербе «Наполи» тех времён был изображён вороной конь — символ Неаполя, но после неудачного выступления клуба послышались призывы не позорить символ города, а руководство и игроков команды называли ослами. Прозвище, поначалу оскорбительное, вскоре закрепилось за «Наполи», а талисманом клуба стал ослик.
В эмблеме «Наполи» почти всегда присутствовала буква N, помещённая в круг. Её идея принадлежит «Интераплесу», предшественнику «Наполи». С годами дизайн эмблемы значительных изменений не претерпел — менялся цвет буквы N (с золотого на белый), а для основного фона использовались различные оттенки синего. Также некоторое время вокруг N было написано название клуба.
Третье прозвище «Наполи» — партенопейцы (итал. Partenopei). Так же часто называют и жителей Неаполя. В греческой мифологии Парфенопа — одна из сирен, пытавшаяся погубить своей песней Одиссея и его спутников, что, однако, ей не удалось. Огорчённая тем, что её песня оказалась незамеченной сирена утопилась, а её тело море вынесло к берегу Неаполя. По преданию, возле её могилы и был построен Неаполь, а его древнее название — Парфенопея.

### Спонсоры и производители экипировки
| Годы      | Производитель формы | Титульный спонсор                                         |
| --------- | ------------------- | --------------------------------------------------------- |
| 1978—1980 | Puma                | Нет                                                       |
| 1981—1982 | Puma                | Snaidero                                                  |
| 1981—1981 | NR                  | Snaidero                                                  |
| 1982—1983 | NR                  | Cirio                                                     |
| 1983—1984 | NR                  | Latte Berna                                               |
| 1984—1985 | Linea Time          | Cirio                                                     |
| 1985-1988 | NR                  | Buitoni                                                   |
| 1985—1991 | NR                  | Mars                                                      |
| 1991—1994 | Umbro               | Voiello                                                   |
| 1994—1996 | Lotto               | Record Cucine                                             |
| 1996—1997 | Lotto               | Centrale del Latte di Napoli                              |
| 1997—1999 | Nike                | Polenghi                                                  |
| 1999—2000 | Nike                | Peroni                                                    |
| 2000—2003 | Diadora             | Peroni                                                    |
| 2003—2004 | Legea               | Russo Cicciano                                            |
| 2004—2006 | Kappa               | Sky Captain / Christmas in Love / Manuale d’amore / Mandi |
| 2005—2006 | Kappa               | Lete                                                      |
| 2006—2009 | Diadora             | Lete                                                      |
| 2009—2011 | Macron              | Lete                                                      |
| 2011—2014 | Macron              | Lete / MSC Cruise (Только Лига чемпионов и Лига Европы)   |
| 2014      | Macron              | Lete-Pasta Garofalo (Только Лига чемпионов и Лига Европы) |
| 2015      | Kappa               | Lete-Pasta Garofalo (Только Лига чемпионов и Лига Европы) |

## Стадионы

«Диего Армандо Марадона»

За время своего существования домашними стадионами «Наполи» являлись 5 арен.
- «Ареначчиа» (Stadio Militare dell’Arenaccia): с 1926 по 1929 год
- «Артуро Коллана» (Stadio Arturo Collana): с 1929 по 1930; с 1933 по 1934; с 1942 по 1943; с 1946 по 1949 год
- «Аскарелли» (Stadio Ascarelli): с 1929 по 1930; с 1934 по 1942 год
- «Диего Армандо Марадона» (Stadio Diego Armando Maradona, до 2020 года — «Сан-Паоло»): с 1959 года

### «Диего Армандо Марадона»
На стадион «Сан-Паоло» «Наполи» переехал в 1959 году. Арена вмещает 60 240 зрителей и является 3-м (после «Сан-Сиро» и «Стадио Олимпико») по вместительности стадионом Италии. Был одной из арен, принимавших чемпионат мира 1990. Именно на нём произошёл полуфинальный матч между Аргентиной и Италией, оказавший влияние на историю неаполитанского клуба.
4 декабря 2020 году стадион получил имя Диего Армандо Марадоны.

## Текущий состав
| 1  | Италия            | Вр  | Алекс Мерет                   | 1997 |  |  |  |  |  |
| 12 | Италия            | Вр  | Клаудио Тури                  | 2005 |  |  |  |  |  |
| 14 | Италия            | Вр  | Никита Контини                | 1996 |  |  |  |  |  |
| 96 | Италия            | Вр  | Симоне Скуффет                | 1996 |  |  |  |  |  |
|    |                   |     |                               |      |  |  |  |  |  |
| 3  | Испания           | Защ | Мигель Гутьеррес              | 2001 |  |  |  |  |  |
| 4  | Италия            | Защ | Алессандро Буонджорно         | 1999 |  |  |  |  |  |
| 5  | Бразилия          | Защ | Жуан Жезус                    | 1991 |  |  |  |  |  |
| 13 | Республика Косово | Защ | Амир Ррахмани                 | 1994 |  |  |  |  |  |
| 16 | Испания           | Защ | Рафа Марин                    | 2002 |  |  |  |  |  |
| 17 | Уругвай           | Защ | Матиас Оливера                | 1997 |  |  |  |  |  |
| 22 | Италия            | Защ | Джованни Ди Лоренцо (капитан) | 1993 |  |  |  |  |  |
| 30 | Италия            | Защ | Паскуале Маццокки             | 1995 |  |  |  |  |  |
| 37 | Италия            | Защ | Леонардо Спинаццола           | 1993 |  |  |  |  |  |
|    |                   |     |                               |      |  |  |  |  |  |

| 6  | Шотландия | ПЗ  | Билли Гилмор        | 2001 |  |  |  |  |  |
| 8  | Шотландия | ПЗ  | Скотт Мактоминей    | 1996 |  |  |  |  |  |
| 11 | Бельгия   | ПЗ  | Кевин Де Брёйне     | 1991 |  |  |  |  |  |
| 23 | Италия    | ПЗ  | Алессио Дзербин     | 1999 |  |  |  |  |  |
| 29 | Италия    | ПЗ  | Луис Хаса           | 2004 |  |  |  |  |  |
| 68 | Словакия  | ПЗ  | Станислав Лоботка   | 1994 |  |  |  |  |  |
| 99 | Камерун   | ПЗ  | Андре Замбо-Ангисса | 1995 |  |  |  |  |  |
|    |           |     |                     |      |  |  |  |  |  |
| 7  | Бразилия  | Нап | Давид Нерес         | 1997 |  |  |  |  |  |
| 9  | Бельгия   | Нап | Ромелу Лукаку       | 1993 |  |  |  |  |  |
| 18 | Аргентина | Нап | Джованни Симеоне    | 1995 |  |  |  |  |  |
| 21 | Италия    | Нап | Маттео Политано     | 1993 |  |  |  |  |  |
| 26 | Бельгия   | Нап | Сирил Нгонге        | 2000 |  |  |  |  |  |

## Президенты
Ниже дан список всех президентов в истории «Наполи» (с 1926 года по наше время). Все президенты клуба имели итальянское гражданство.
| Имя                | Годы      |
| ------------------ | --------- |
| Джорджио Аскарелли | 1926-1927 |
| Густаво Дзинзаро   | 1927-1928 |
| Джиованни Мареска  | 1928-1929 |
| Джорджио Аскарелли | 1929-1930 |
| Виченцо Саварезе   | 1932-1936 |
| Акилле Лауро       | 1936-1940 |
| Томмазо Леонетти   | 1940-1941 |
| Луиджи Писцителли  | 1941-1943 |
| Аннибал Фьенга     | 1943-1945 |
| Виченцо Саварезе   | 1945-1946 |

| Имя              | Годы      |
| ---------------- | --------- |
| Паскуале Руссо   | 1946-1948 |
| Эжидио Муссолино | 1948-1951 |
| Альфонсо Куомо   | 1951-1952 |
| Акилле Лауро     | 1952-1954 |
| Альфонсо Куомо   | 1954-1963 |
| Луиджи Скуотто   | 1963-1964 |
| Роберто Фиоре    | 1964-1967 |
| Джоакино Лауро   | 1967-1968 |
| Антонио Корционе | 1968-1969 |
| Коррадо Ферлайно | 1969-1971 |
| Этторе Сакки     | 1971-1972 |

| Имя                        | Годы      |
| -------------------------- | --------- |
| Коррадо Ферлайно           | 1972-1983 |
| Марино Бранкаччио          | 1983      |
| Коррадо Ферлайно           | 1983-1993 |
| Элленио Ф. Галло           | 1993-1995 |
| Виченцо Сичиано ди Колелла | 1995-1996 |
| Жан Марко Инноченти        | 1997-1998 |
| Федерико Скалиньи          | 1999-2000 |
| Джорджио Корбелли          | 2000-2002 |
| Сальваторе Нальди          | 2002-2004 |
| Аурелио Де Лаурентис       | 2004-     |

## Количество сезонов по дивизионам
| Дивизион | Количество сезонов | Дебют     | Последний сезон |
| -------- | ------------------ | --------- | --------------- |
| A        | 76                 | 1926/1927 | 2024/2025       |
| B        | 12                 | 1942/1943 | 2006/2007       |
| C        | 2                  | 2004/2005 | 2005/2006       |

## Рекорды клуба
Рекорд по количеству проведённых за «Наполи» матчей принадлежит Мареку Гамшику — 520 игр. А рекорд по голам принадлежит Дрису Мертенсу — он забил 125 голов (у Гамшика на втором месте — 121 гол).
Игрокам «Наполи» удавалось стать лучшим бомбардиром чемпионата Италии четырежды. Это сделали Диего Марадона в сезоне 1987/1988, забив 15 мячей, Эдинсон Кавани в сезоне 2012/2013 с 29 голами, Гонсало Игуаин сумевший отличиться 36 раз в сезоне 2015/2016, тем самым установив новый рекорд по количеству голов за сезон в рамках этого турнира и Виктор Осимхен, забивший 26 голов в сезоне 2022/2023.
Самая крупная победа в истории клуба состоялась в сезоне 1955—1956. Со счётом 8:1 была обыграна «Про Патрия». Крупнейшее поражение «Наполи» нанёс «Торино» (0:11) в сезоне 1927/1928.

### Рекордсмены по количеству игр и голов
Ниже даны списки лидеров «Наполи» по числу проведённых матчей и забитых мячей.
|    | Имя                  | Период    | Матчи |
| -- | -------------------- | --------- | ----- |
| 1  | Марек Гамшик         | 2007—2019 | 519   |
| 2  | Джузеппе Брусколотти | 1972—1988 | 504   |
| 3  | Антонио Юлиано       | 1962—1978 | 498   |
| 4  | Лоренцо Инсинье      | 2010—2022 | 434   |
| 5  | Дрис Мертенс         | 2013—2022 | 396   |
| 6  | Морено Феррарио      | 1977—1988 | 393   |
| 7  | Хосе Кальехон        | 2013—2020 | 348   |
| 8  | Чиро Феррара         | 1984—1994 | 319   |
| 9  | Калиду Кулибали      | 2014—2022 | 316   |
| 10 | Кристиан Маджо       | 2008—2018 | 307   |

|      | Имя              | Период    | Голы |
| ---- | ---------------- | --------- | ---- |
| 1    | Дрис Мертенс     | 2013—2022 | 148  |
| 2    | Лоренцо Инсинье  | 2010—2022 | 122  |
| 3    | Марек Гамшик     | 2007—2019 | 121  |
| 4    | Диего Марадона   | 1984—1991 | 114  |
| 5    | Аттила Саллустро | 1926—1937 | 108  |
| 6    | Эдинсон Кавани   | 2010—2013 | 104  |
| 7    | Антонио Войяк    | 1929—1935 | 103  |
| 8    | Карека           | 1987—1993 | 96   |
| 9—10 | Жозе Альтафини   | 1965—1972 | 89   |
| 9—10 | Гонсало Игуаин   | 2013—2016 | 89   |

- Жирным цветом выделены футболисты, продолжающие выступления за клуб.

## Личные достижения футболистов «Наполи»

### Чемпионы мира
Следующие футболисты становились чемпионами мира, являясь игроками «Наполи»:
- Джузеппе Каванна — 1934
- Диего Армандо Марадона — 1986

### Чемпионы Европы
Следующие футболисты становились чемпионами Европы, являясь игроками «Наполи»:
- Дино Дзофф — 1968
- Антонио Юлиано — 1968
- Джованни Ди Лоренцо — 2020
- Лоренцо Инсинье — 2020
- Алекс Мерет — 2020